# Meloni Thawne
Meloni Thawne-Allen è un personaggio immaginario dei fumetti DC Comics, creata dallo scrittore Mark Waid e dal disegnatore Humberto Ramos. Nell'Universo DC è la madre del supereroe Impulso. La sua prima apparizione è stata in Impulse n. 23 (marzo 1997).

## Biografia del personaggio
Meloni è nativa del XXX secolo (che tra le altre cose, casa della Legione dei Supereroi) ed è la figlia del Presidente Thawne, un discendente dell'Anti-Flash (Eobard Thawne, il Professor Zoom) e di Cobalt Blue. È la moglie di Don Allen, figlio di Barry Allen (che vive nel XXX secolo con sua moglie Iris Allen) ed uno dei Gemelli Tornado. Il loro matrimonio fu portato alla fine da una faida che dura ormai da anni, se non da secoli, tra le due famiglie di super velocisti. Quando nacque loro figlio, Bart, scoprirono che la super velocità ereditata da entrambi i genitori, lo faceva crescere ad una velocità considerevole. Il Presidente Thawne mise Bart in una realtà virtuale per fare sì che non impazzisse, e permise agli scienziati di trovare una cura. A Meloni fu detto che Bart morì in seguito all'attacco alla Terra da parte dei Dominatori (gli stessi alieni che uccisero suo marito e la sua gemella).
Bart fu infine liberato da sua nonna Iris, che lo inviò nel XX secolo dove fu curato dal suo invecchiamento precoce dal Wally West|terzo Flash. Quando Meloni seppe che era ancora vivo, viaggiò fino al XX secolo per ritrovare il suo figlio ora adolescente, ma infine lo lasciò vivere nel passato.

### Fratellastri
Si scoprì in The Flash n. 223 (dicembre 2005) che Meloni è anche la madre di Owen Harkness, ex Owen Mercer, il nuovo Capitan Boomerang, che ebbe con il Capitan Boomerang originale quando fu intrappolato nel XXX secolo. Non si sa se nacque prima Bart o Owen, o se Owen l'ha fatta ritornare al nostro tempo.

### La Legione dei 3 mondi
Si scoprì in Final Crisis: Legion of 3 Worlds n. 3, che Meloni, Bart, sua cugina Jenni e suo zio Jeven, sono tutti originari della Nuova Terra. Qualche tempo fa, il rivale di Barry Allen, il Professor Zoom tentò di distruggere la relazione tra Don e Meloni, e la loro famiglia, così Don e Dawn utilizzarono il Tapis roulant cosmico per nascondersi sulla Terra-247 (casa della Legione originale successivamente a Ora zero). Tutto ciò chiama in causa la relativa connessione di parentela tra Meloni e il Presidente Thawne.